# Yntrvats Lerrnakan
Yntrvats Edhryjan Lerrnakan (en armenio: Մենակո եւռազմիկ), más conocido como Mullah Sadogoat, es un músico originario de Ereván (Armenia) y miembro fundador de Ayat, una banda de metal extremo libanesa. Es de destacar que Lerrnakan aprendió música cuando residía en Wisconsin (Estados Unidos), donde se fascinó por el heavy metal.

## Discografía
Con Ayat
Promo '04 (Demo) 2004
Rehearsal I (Demo) 2004
Rehearsal II (Demo) 2004
Neocratic Rehersal (Demo) 2004
Al Nabi Moujrem, Moughtaseb, Dajjal (EP/Single) 2005
Six Years of Dormant Hatred 2008
- Ilahiya Khinzir!
- Fornication And Murder
- The Fine Art of Arrogance Part One (The Icon And The Cattle)
- Collective Suicide in The Boudoir (Feeling Wonderful Tonight)
- Puking Under Radiant Moonlight (Followed by a Century Long Ejaculation)
- Misogyny When We Embrace
- Necronarcos (Tame You Death)
- Curses! Curses! and Never Sleep...
- Thousands of Pissed Motherfuckers...
- Such a Beautiful Day! (The Exaltation of Saint Francis)